# قرار مجلس الأمن التابع للأمم المتحدة رقم 546
قرار مجلس الأمن التابع للأمم المتحدة رقم 546، المعتمد في 6 كانون الثاني / يناير 1984، بعد الاستماع إلى مذكرات من جمهورية أنغولا الشعبية، أشار المجلس إلى القرارات 387 (1976)، 428 (1978)، 447 (1979)، 454 (1979)، 475 (1980) و545 (1983)، وأعرب عن قلقه إزاء استمرار الهجمات على البلاد من قبل جنوب أفريقيا من خلال جنوب غرب أفريقيا المحتلة.
وطالب المجلس جنوب أفريقيا بوقف الهجمات واحترام سيادة أنغولا وسلامتها الإقليمية، مشيراً إلى أن أنغولا لها حق الدفاع عن النفس والتعويض عن الهجمات. كما دعت جنوب أفريقيا إلى وقف احتلال جنوب أنغولا وسحب قواتها. وحث القرار الدول الأعضاء على تقديم المساعدة الاقتصادية لأنغولا، وكذلك إنفاذ القرار 418 (1977) بشأن حظر الأسلحة المفروض على جنوب أفريقيا. كما طلب من الأمين العام أن يواصل رصد الوضع وتقديم تقرير إلى المجلس حسب الاقتضاء.
تمت الموافقة على القرار بأغلبية 13 صوتًا، بينما امتنعت المملكة المتحدة والولايات المتحدة عن التصويت.